# Elvina Ramella
Elvina Ramella (Biella, 3 febbraio 1927 – Milano, 3 marzo 2007) è stata un soprano italiano.

## Biografia
Inizia giovanissima gli studi di canto presso il Conservatorio Arrigo Boito di Parma sotto la guida di Italo Brancucci e prosegue presso il Conservatorio di Milano dove si laurea sotto la guida di Giannina Arangi-Lombardi. Si perfeziona con Elvira De Hidalgo.
Vince varie rassegne nazionali: presso l'Accademia Nazionale di Santa Cecilia di Roma e i concorsi “Giovanni Battista Viotti” e Aslico, debuttando al Teatro Nuovo di Milano ne Il barbiere di Siviglia. Si afferma in campo internazionale sostituendo clamorosamente nel 1961 Joan Sutherland ne La sonnambula al Teatro La Fenice di Venezia.
Svolge un'intensa attività nei teatri italiani ed esteri, tra i quali la Scala di Milano, il Teatro dell'Opera di Roma, il Teatro San Carlo di Napoli, la Fenice di Venezia, il Teatro Carlo Felice di Genova, il Teatro Massimo di Palermo, il Teatro Verdi di Trieste, l'Arena di Verona, oltre ai principali teatri di Germania, Inghilterra, Francia, Irlanda e Stati Uniti. In televisione prende parte allo sceneggiato sulla vita di Niccolò Paganini e a numerose rubriche musicali.
Canta con grandi direttori, tra i quali Carlo Maria Giulini, Tullio Serafin, Karl Böhm, Nikolaus Harnoncourt e lavora con importanti registi come Giorgio Strehler e Franco Zeffirelli.
Ha svolto attività didattica; fra le sue allieve Anna Caterina Antonacci ed Alma Manera e Serenella Fraschini.

## Discografia
- La bohème (Musetta), con Rosanna Carteri, Ferruccio Tagliavini, Giuseppe Taddei, Cesare Siepi, dir. Gabriele Santini - Cetra 1952